# Acacia cyclops
Espèce
Statut de conservation UICN

 LC  : Préoccupation mineure

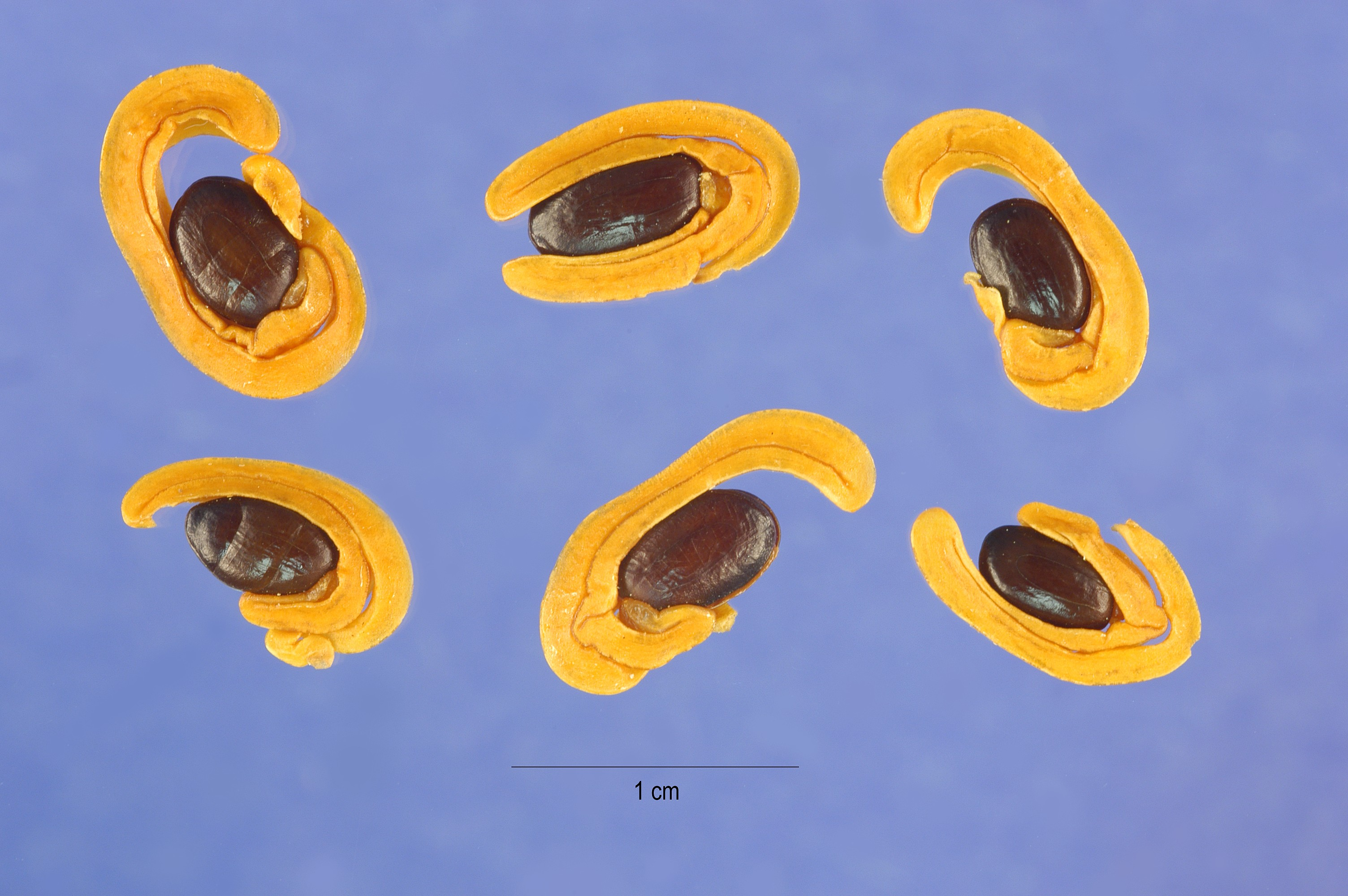
Semences.

Acacia cyclops est une espèce de plantes à fleurs de la famille des Fabaceae. C'est un arbuste ou un petit arbre côtier  originaire d'Australie.

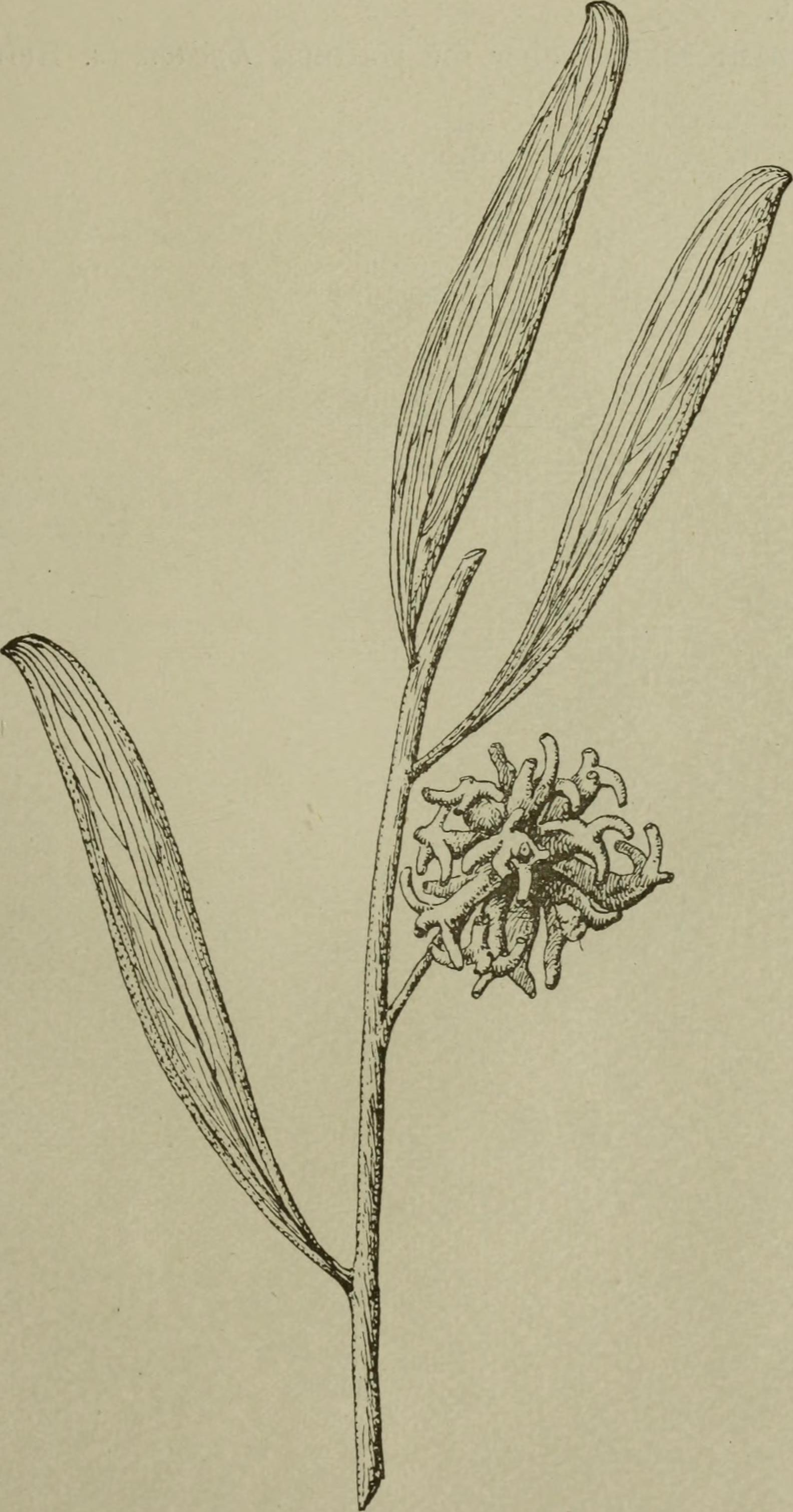
Croquis des phyllodes et des fleurs.

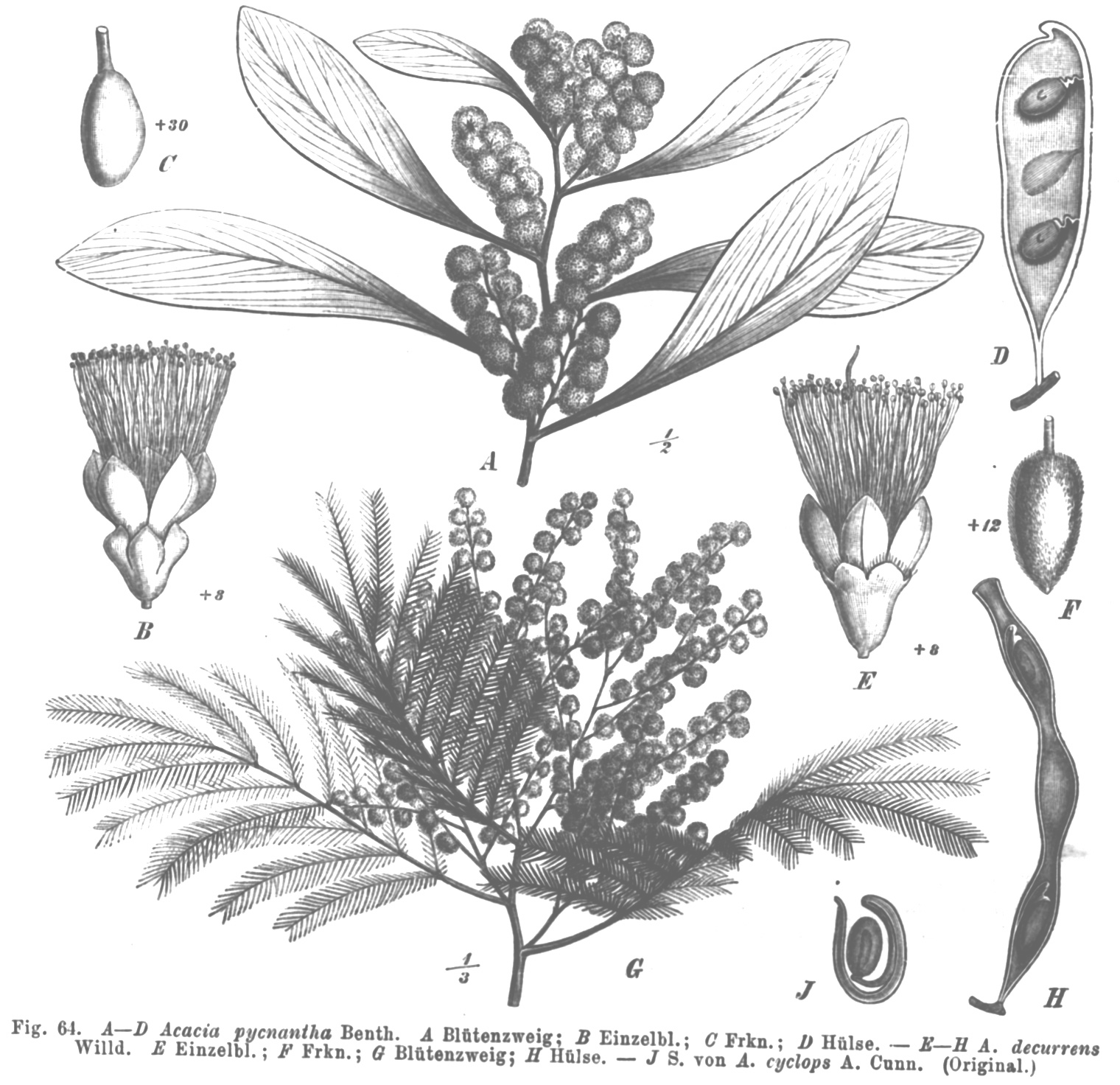

Il est communément dénommé coastal wattle, cyclops wattle, one-eyed wattle, red-eyed wattle, redwreath acacia, western coastal wattle, rooikrans, rooikrans acacia. Il est présent le long de la côte ouest de l'Australie occidentale jusqu'à Leeman au nord, et le long de la côte sud jusqu'en Australie méridionale. Les peuples Noongar d'Australie occidentale connaissent la plante sous le nom de wilyawa ou woolya wah.

## Description
On le trouve dans les endroits exposés aux vents côtiers, l'asclépiade aux yeux rouges pousse comme un arbuste dense en forme de dôme, ce qui l'aide à se protéger des embruns salés, du vent de sable et de l'érosion du sol au niveau des racines. Lorsqu'il est à l'abri du vent, il a tendance à devenir un petit arbre d'une hauteur de 0,8 à 4 m, mais il peut atteindre 8 m. Acacia cyclops a des phyllodess plutôt que de vraies feuilles. Les phyllodes mesurent de quatre à huit centimètres de long et de six à douze millimètres de large. Les capitules sont des grappes sphériques jaune vif. Très peu de capitules se développent à la fois, mais la floraison s'étale sur une longue période, du début du printemps à la fin de l'été, entre septembre et mai. Ceci est inhabituel pour les espèces d'Acacia, qui fleurissent normalement en une seule fois, brève mais impressionnante.
Le nom commun et le nom de l'espèce font référence à l'apparence des gousses lorsqu'elles sont ouvertes pour la première fois à la fin du printemps : chaque graine noire et brillante est entourée d'un épais pédoncule rouge-orange, ressemblant à un œil injecté de sang.

## Taxonomie
L'espèce a été décrite formellement pour la première fois par le botaniste George Don en 1832 dans l'ouvrage A General History of Dichlamydeous Plants. Elle a été reclassée comme Racosperma eglandulosum en 2003 par Leslie Pedley et retransférée dans le genre Acacia en 2006. De nombreux synonymes de l'espèce sont connus, notamment Acacia cyclopis, Acacia mirbeli et Acacia eglandulosa
.
On pense qu'il est apparenté à Acacia redolens et qu'il est assez similaire à Acacia veronica. Il est à peu près aussi tolérant à la sécheresse que Acacia saligna mais peut également tolérer les embruns.
L'épithète spécifique provient de la grosse graine noire qui est enfermée dans un tissu rouge vif
.

## Répartition
Ce taxon se rencontre dans les pays suivants : Australie, États-Unis. On le trouve le long des zones côtières dans les régions suivantes : Mid West, Wheatbelt, Peel, South West, La région de Great Southern et Goldfields-Esperance de l'Australie de l'Ouest, de Geraldton au nord, à Augusta au sud et à l'est jusqu'à la frontière de l'Australie du Sud. On le trouve dans les zones calcaires et sur et autour des dunes de sable qui poussent sur des sols sablonneux. En Australie-Méridionale, sa répartition est également discontinue depuis la frontière vers l'est jusqu'aux environs de orketown et Yorke Peninsula et sur Kangaroo Island. Elle fait souvent partie des landes côtières ou des communautés de broussailles sur des sols sablonneux ou limoneux.
A. cyclops a envahi des habitats similaires dans d'autres régions d'Australie, principalement dans les régions semi-arides de l'intérieur du sud-est de l'Australie, où elle est considérée comme un problème. On la trouve également dans certaines parties de l'Afrique du Sud le long des routes et des voies d'eau ainsi que dans certaines parties de la Californie dans les habitats humides et parmi les communautés riveraines.
En Afrique du Sud, elle est considérée comme l'une des espèces exotiques envahissantes les plus répandues, bien que les racines soient susceptibles d'être attaquées par diverses espèces de champignons Ganoderma. A. cyclops est problématique dans les régions côtières et les basses terres des provinces du Cap. L'espèce a été introduite dans les années 1830 où elle était utilisée pour stabiliser les dunes et, en 1975, elle occupait environ 300 000 ha des basses terres côtières et des vallées fluviales sablonneuses de l'intérieur des terres, formant des fourrés denses.

## Utilisations
Les australiens d'origine broient les graines dans une farine pour faire du damper, les graines sont une bonne source d'hydrates de carbone, de graisses et de protéines. Les gousses des graines sont également écrasées lorsqu'elles sont encore vertes pour fabriquer un insectifuge et un écran solaire qui est également utilisé pour traiter l'eczéma,. Les gousses peuvent également être utilisées pour fabriquer une solution savonneuse. La gomme comestible exsudée du tronc peut être utilisée comme chewing-gum ou pour fabriquer une colle. Le bois est utilisé pour fabriquer divers outils et le bois pourri est une bonne source de « larves de sorcière ».
Acacia cyclops peut être utilisée pour aider à stabiliser les sables côtiers. Il a été introduit en Afrique à cette fin, mais il s'est rapidement propagé et est désormais un adventice important en Afrique australe, où il est connu sous le nom de rooikrans (en Afrikaans, « guirlande rouge »). L'introduction du cécidomyiide formant une galle, le  Dasineura dielsi, pour la lutte biologique n'a eu qu'un succès limité contre cette mauvaise herbe.

## Systématique
Le nom correct complet (avec auteur) de ce taxon est Acacia cyclops A.Cunn. ex G.Don.
Ce taxon porte en français les noms vernaculaires ou normalisés suivants : Acacia côtier, Acacia cyclope, Acacia à un œil, Acacia aux yeux rouges, Acacia roux, Acacia côtier occidental, Rooikrans, Acacia rooikans, Acacia côtier, Acacia cyclope, Acacia à un œil, Acacia aux yeux rouges, Acacia roux, Acacia côtier occidental, Rooikrans, Acacia rooikans, mimosa cyclope, oeil du chacal.
Acacia cyclops a pour synonymes :
- Acacia cyclopis F.Muell.
- Acacia cyclopis Mackay
- Acacia cyclopis Mackay ex Loudon
- Acacia cyclopis Sweet
- Acacia cyclops A.Cunn.
- Acacia cyclopsis G.Don
- Acacia eglandulosa DC.
- Acacia mirbelii Denham
- Acacia mirbelii Denham
- Acacia mirbelii Denham
- Acacia mirbelii Denham
- Racosperma eglandulosum (DC.) Pedley